# Jordão
Jordão is een gemeente in de Braziliaanse deelstaat Acre. De gemeente telt 6.520 inwoners (schatting 2009).

## Aangrenzende gemeenten
De gemeente grenst aan Feijó, Marechal Thaumaturgo en Tarauacá.

### Landsgrens
En met als landsgrens aan het district Yurua in de provincie Atalaya in de regio Ucayali met het buurland Peru.